# Potentilla articulata
Potentilla articulata är en rosväxtart som beskrevs av Adrien René Franchet. Potentilla articulata ingår i Fingerörtssläktet som ingår i familjen rosväxter. Utöver nominatformen finns också underarten P. a. latipetiolata.